# 対ナチス・ドイツ戦勝70周年記念パレード
対ナチス・ドイツ戦勝70周年記念パレード（ロシア語: Парад на Красной площади 9 мая 2015 года）は、2015年5月9日にモスクワで実施された赤の広場での軍事パレード。大祖国戦争（独ソ戦）におけるソビエト連邦の勝利から70周年を記念して実施された。

## 概要
赤の広場で行われたこのパレードはセルゲイ・ショイグ国防相が観閲官を務め、オレグ・サリュコフ陸軍大将が巡閲を執った。一万6000人以上の兵士が参加し、その中には10か国700人以上の外国人兵士も含まれる。194両の陸軍兵器と140機の航空機、ヘリコプターが登場した。また31人の外国首脳も参加した。
戦勝70周年記念パレードはモスクワ以外にサンクトペテルブルク、スモレンスク、ムルマンスク、トゥーラ、ノヴォロシースク、スターリングラード、セヴァストポリの9つの英雄都市を含むロシア国内の26の都市で開催された。退役軍人とその護衛は、2015年5月3日から5月12日までロシア国内の交通機関での料金が免除された。
パレードの準備は2014年11月に始まり、2015年2月末にはRT-2PM2がリハーサルのためにアラビーノに到着。3月26日にはロシア国防管制センターの管理下でパレードの最初のリハーサルが行われた。2015年4月21日、ロシア国防省は行進隊形、通過の順序と機械化された式典の列の構成、航空とパレードの飛行パターンについてのウェブサイトを立ち上げた。

## 外国軍の参加
- 3月10日 - モンゴル軍が参加を発表。
- 4月6日
  - アルメニアのセルジ・サルキシャン大統領はアルメニア軍がパレードに参加すると発表。
  - セルビアのトミスラヴ・ニコリッチ大統領はセルビア軍のパレードの参加を発表。
- 4月14日 - インド軍の擲弾兵連隊の参加が、インド国防省の報道官であるシタンシュ・カーのマイクロブログで発表。
- 4月20日 - カザフスタン共和国陸軍軍事研究所の士官候補生の参加が、研究所副所長であるルスラン・アブドゥリノフによって発表。
- 4月22日
  - キルギス国境庁の参加が発表。
  - セルゲイ・ラブロフがベラルーシ軍の参加を発表。
- 4月25日
  - アゼルバイジャン国防省がアゼルバイジャン軍の参加を発表。
  - タジキスタン国防省のマフマダリエフがタジキスタン軍の参加を発表。
- 4月26日 - 中国人民解放軍儀仗兵大隊の参加が発表。